# Douglas M-1
Die Baureihen Douglas M-1, M-2, M-3 und M-4 waren für den US-amerikanischen Postflugverkehr entwickelte einmotorige Doppeldecker und zudem die ersten Zivilflugzeuge des Herstellers Douglas Aircraft Company.

## Geschichte

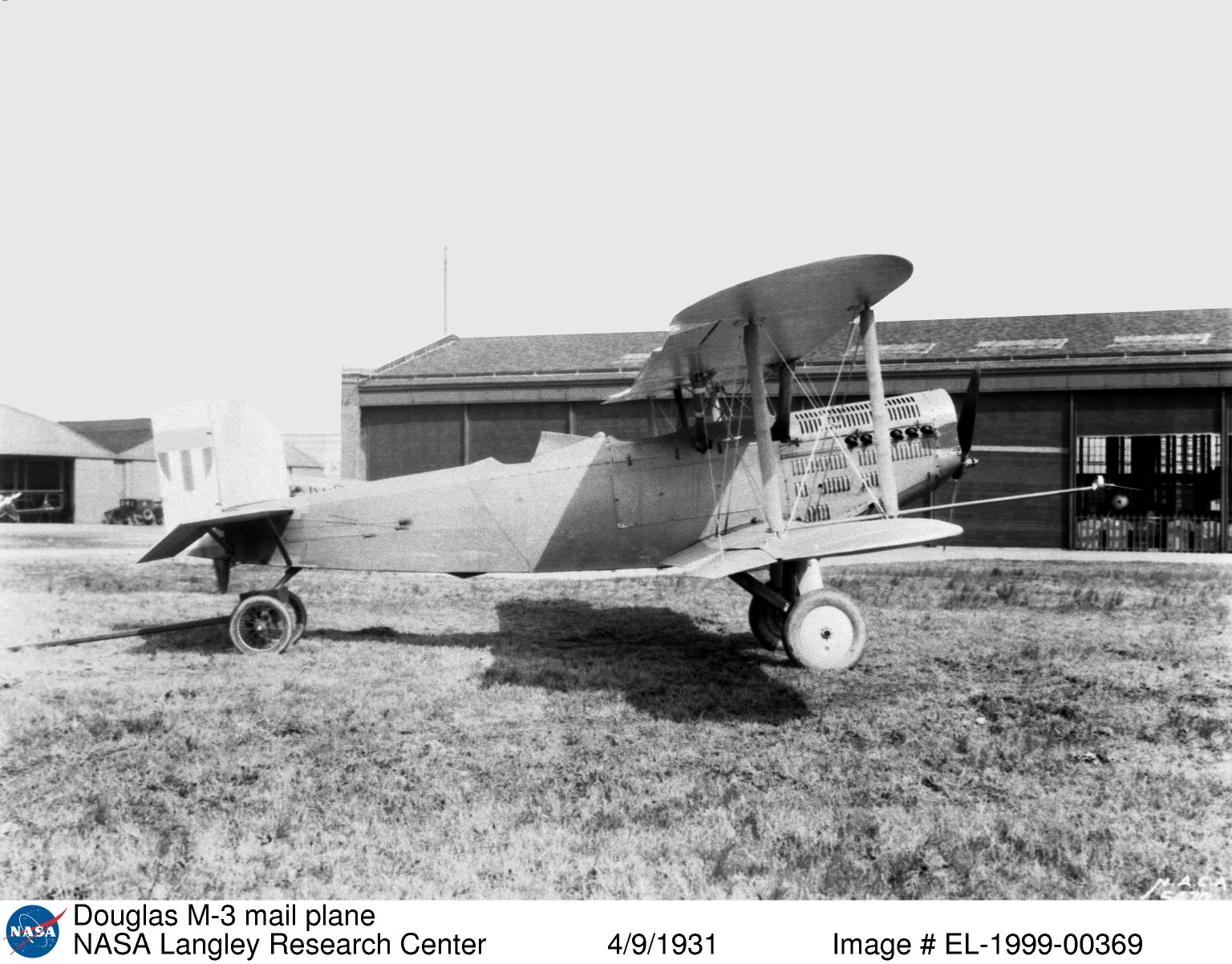
Die Douglas M-3 besaß eine Tragflächenbeplankung aus Aluminiumblech

Mitte der 1920er Jahre begann die Douglas Aircraft Company mit der Entwicklung eines Postflugzeugs für den United States Postal Service, das als Ersatz für die bis dahin eingesetzten Airco D.H.4 gedacht war und eine deutlich höhere Frachtkapazität als diese aufweisen sollte. Der Entwurf, der zunächst die Werksbezeichnung Douglas DAM-1 (Douglas Air Mail) erhielt, basierte auf dem zweisitzigen Aufklärungsflugzeug Douglas O-2. Um ausreichend Platz für die Postfracht zu schaffen, verlegte man die Steuerungseinrichtungen sowie die Cockpitinstrumente nach hinten auf den Beobachterplatz und entfernte den ursprünglichen Pilotensitz. Die vordere Kanzel wurde mit einer Aluminiumwanne ausgekleidet, die von oben durch zwei Frachtluken beladen werden konnte. Die Verlegung des Cockpits nach hinten machte den beidseitigen Einbau von zwei langen Auspuffrohren erforderlich, um den Piloten vor Motorabgasen zu schützen. Der fertiggestellte Prototyp erhielt die verkürzte Bezeichnung Douglas M-1 (Douglas Mail) und machte im Frühjahr 1925 seinen Erstflug. Der US-Postal Service bestellte das Flugzeug nicht, weil die Privatisierung des Postflugverkehrs geplant war.
Anfang 1926 orderte die neu gegründete Western Air Express sechs Maschinen, die einen Frontkühler statt eines Tunnelkühlers besaßen und deren Frachtabteile werkseitig für eine wahlweise Personenbeförderung vorbereitet waren. Die Frachtabteile ließen sich durch das Einsetzen eines Sitzes bei Bedarf schnell umrüsten. Die Flugzeuge erhielten die Typenbezeichnung Douglas M-2. Die ersten zwei Maschinen wurden am 17. April 1926 auf der CAM-Route 4 zwischen Los Angeles und Salt Lake City in Dienst gestellt. Am 23. Mai 1926 erfolgte die erste Passagierbeförderung.
Weil die Transkontinentalstrecke von New York nach San Francisco zunächst weiterhin vom US-Postal Service mit eigenen Flugzeugen beflogen werden sollte, gab das Staatsunternehmen im März 1926 eine Bestellung über 50 Maschinen des Typs Douglas M-3 auf, welcher im Gegensatz zur M-2 eine Tragflächenbeplankung aus Aluminiumblech besaß und nicht für eine wahlweise Beförderung von Fluggästen vorgesehen war.
Parallel zur Auslieferung der ersten M-3 wurde mit der Entwicklung der Douglas M-4 begonnen, die eine größere Nutzlast transportieren sollte. Aufgrund des erhöhten Abfluggewichts besaß dieser Typ um 1,47 Meter verlängerte Tragflächen, wodurch seine Spannweite 13,56 Meter betrug. Der US-Postal Service war beeindruckt von den Leistungen dieser Version, so dass er nur zehn Douglas M-3 abnahm und seine noch offenen Bestellungen zugunsten der M-4 abänderte. Nachdem die Fluggesellschaft National Air Transport am 1. Juli 1927 den Postflugverkehr auf der Transkontinentalroute zwischen New York und Chicago übernommen hatte, veräußerte der United States Postal Service alle zehn M-3 und acht M-4 an dieses Unternehmen. Ihre restlichen Flugzeuge verkaufte die US-Post bis zum Jahresende 1927 an andere Gesellschaften sowie an Privatpersonen. Auf den privatisierten Postflugstrecken blieben die Baureihen M-2, M-3 und M-4 bis 1930 im Einsatz.

## Versionen
Douglas M-1einsitziges Postflugzeug mit einem Motor des Typs Liberty L-12 und einer Spannweite von 12,09 Meter, 1 gefertigter Prototyp
Douglas M-2basierend auf der M-1, mit verändertem Kühler sowie mit einem umrüstbaren Frachtabteil, um bei Bedarf zwei Fluggäste befördern zu können, 6 gebaute Maschinen für Western Air Express.
Douglas M-3basierend auf der M-2, mit einer Tragflächenbeplankung aus Aluminiumblech statt einer Stoffbespannung, 10 gebaute Flugzeuge für den US-Postal Service.
Douglas M-4basierend auf der M-3, mit einer um 1,47 Meter verlängerten Spannweite und ohne Rundaussparung an der Tragflächenhinterkante, 39 gebaute Maschinen für den US-Postal Service.
Douglas M-4Aidentisch mit der M-4, die geänderte Typenbezeichnung verwendete Douglas für eine an Western Air Express verkaufte Maschine.

## Technische Daten der Douglas M-4
| Kenngröße             | Daten                                                           |
| --------------------- | --------------------------------------------------------------- |
| Besatzung             | 1                                                               |
| Passagiere            | 2 (wahlweise)                                                   |
| Länge                 | 8,81 m                                                          |
| Spannweite            | 13,56 m                                                         |
| Höhe                  | 3,07 m                                                          |
| Flügelfläche          | 38,18 m²                                                        |
| Leermasse             | 1544 kg                                                         |
| max. Startmasse       | 2223 kg                                                         |
| Reisegeschwindigkeit  | 177 km/h                                                        |
| Höchstgeschwindigkeit | 225 km/h                                                        |
| Dienstgipfelhöhe      | 5030 m                                                          |
| Reichweite            | 1127 km                                                         |
| Triebwerk             | ein Zwölfzylinder-V-Motor Liberty L-12 mit 298 kW (rund 400 PS) |